# The Adventure of the Counterfeit Bills
The Adventure of the Counterfeit Bills è un cortometraggio muto del 1913 diretto da Maurice Costello.

## Produzione
Il film fu prodotto dalla Vitagraph Company of America.

## Distribuzione
Distribuito dalla General Film Company, il film - un cortometraggio in una bobina - uscì nelle sale cinematografiche statunitensi il 2 gennaio 1913. Nel Regno Unito, venne distribuito il 17 aprile 1913